# Horst Koschka
Horst Koschka (* 8. September 1943 in Altenberg) ist ein ehemaliger deutscher Biathlet, der für die DDR startete.
Koschka wuchs im osterzgebirgischen Grenzort Zinnwald auf, ging dort zur Schule und erlernte den Beruf eines Holzmodellbauers. Mit 16 Jahren schloss er sich 1959 dem DDR-Biathlon-Zentrum SG Dynamo Zinnwald an, wo er von Max Braun trainiert wurde. 1962 und 1963 wurde er mit der Dynamo-Staffel DDR-Juniorenmeister und holte sich 1964 die Juniorenmeisterschaft im Einzelrennen. Seinen einzigen DDR-Einzeltitel im Männerbereich gewann Koschka 1969.
Bei den Biathlon-Weltmeisterschaften startete Koschka 1967 (8. Einzel), 1969 (6. Einzel) und 1970, wo er mit der DDR-Staffel den 3. Platz belegte.
Seine erste Olympiateilnahme erlebte Koschka 1968 in Grenoble. Dort wurde er im Einzelrennen 10. und mit der Staffel 6. Bei den Olympischen Spielen 1972 in Sapporo gewann er mit der DDR-Staffel (mit Joachim Meischner, Hansjörg Knauthe und Dieter Speer) über 4 × 7,5 km die Bronzemedaille. 
Nach seiner aktiven Zeit wurde Koschka Biathlontrainer, später Kampfrichter. 